# Projektträger Jülich
Der Projektträger Jülich (PtJ) ist als Teil der Forschungszentrum Jülich GmbH ein seit 1974 tätiger Projektträger. Im Auftrag von Bundes- und Landesministerien sowie der Europäischen Kommission setzt der PtJ Forschungs- und Innovationsförderprogramme um. Im Jahr 2024 betreute er rund 30 Tausend laufende Forschungsvorhaben und bewirtschaftete etwa 4,3 Milliarden Euro Fördermittel.

## Aufgaben
Neben der administrativen und fachlichen Betreuung von Forschungsvorhaben deckt PtJ für seine Auftraggeber ein breites Dienstleistungsspektrum ab. Auf Basis eines systematischen Monitorings von Forschung und Entwicklung sowie Technologien und Märkten berät er seine Auftraggeber (Politikberatung) und entwickelt mit ihnen Förderkonzepte. Darüber hinaus wirkt der Projektträger an der Verbreitung von Fachinformationen für die Öffentlichkeit und der Organisation des nationalen und internationalen wissenschaftlichen Erfahrungsaustausches mit.

## Geschichte
Der erste Vorläufer des PtJ war die Projektleitung Energieforschung (PLE), die 1974 an der damaligen Kernforschungsanlage Jülich auf Initiative des Bundesministeriums für Forschung und Technologie gegründet worden war. 1986 wurde die PLE mit dem Projektträger Biotechnologie (PTB) sowie dem Projektträger Ökologische Forschung (PTU) zur Projektleitung Biologie, Ökologie, Energie (PBE) zusammengeführt. 1990 folgte die Umbenennung in Projektträger Biologie, Energie, Ökologie (BEO). 1996 wurde mit dem Projektträger für die Erforschung kondensierter Materie und Neue Technologien in den Geisteswissenschaften (PFR) ein weiterer Projektträger eingegliedert. 2001 wurden BEO und der Projektträger Neue Materialien und Chemische Technologien (NMT) zum PtJ zusammengeführt. Schließlich wurde 2020 der im Forschungszentrum Jülich ansässige Projektträger Energie, Technologie, Nachhaltigkeit (ETN) eingegliedert. Auf Grund dieser Zusammenführungen deckt der PtJ heute ein breites Themenspektrum in der Forschungsförderung ab.

## Struktur
PtJ ist eine weitgehend eigenständige Organisationseinheit im Forschungszentrum Jülich. Er gliedert sich in drei Geschäftsfelder und 14 operative sowie zwei administrative Geschäftsbereiche:

### Gliederung
Geschäftsfelder und Geschäftsbereiche
- administrative Geschäftsbereiche
  - Zentrale Dienstleistungen
  - Services Projektförderung

- Geschäftsfeld Energie und Klima
  - Energiesystem: Integration
  - Energiesystem: Nutzung
  - Energiesystem: Erneuerbare Energien/Kraftwerktechnik
  - Energie, Verkehr, Infrastruktur
  - Innovation ländlicher Räume, Klimaschutz, Kommunales Bauen
- Geschäftsfeld Nachhaltige Entwicklung und Innovation
  - Nachhaltigkeit
  - Marine und maritime Forschung, Geowissenschaften, Schifffahrt
  - Energie- und Wasserstoff-Forschung
  - Bioökonomie
  - Hochschulen, Innovationsstrukturen, Gesundheit
  - Neue Materialien und Chemie
  - Gründungs-, Transfer- und Innovationsförderung
- Geschäftsfeld Forschung und Gesellschaft NRW
  - Energie, Technologie, Nachhaltigkeit
  - Technologische und regionale Innovationen

Die Geschäftsbereiche sind jeweils in mehrere Fachbereiche unterteilt. Je nach Geschäftsbereich existieren zwei bis acht Fachbereiche. Insgesamt setzt sich der Projektträger Jülich aus über 60 Fachbereichen zusammen. Zu den Fachbereichen gehören auch die Förderberatung Forschung und Innovation des Bundes und mehrere nationale Kontaktstellen.

### Geschäftsstellen
PtJ verfügt über 4 Standorte in Deutschland:
- Jülich, im Forschungszentrum Jülich und im Technologiezentrum Jülich
- Berlin
- Rostock
- Bonn

### Nationale Kontaktstellen
Die nationalen Kontaktstellen wurden von der Bundesregierung als Erstinformationsstelle für das EU-Rahmenprogramm eingerichtet. Sie beraten all diejenigen, die an Forschung und Innovation auf europäischer Ebene interessiert sind. Nationale Kontaktstellen werden vom Projektträger Jülich betreut.
- Nationale Kontaktstelle Bioökonomie und Umwelt
- Nationale Kontaktstelle Digitale und Industrielle Technologien
- Nationale Kontaktstelle Klima, Energie, Mobilität
- Nationale Kontaktstelle Missionen
- Nationale Kontaktstelle Europäisches Bauhaus
- Nationale Kontaktstelle EU-LIFE Energy Transition

## Auftraggeber
PtJ ist für folgende Auftraggeber tätig:

### Auftraggeber auf Bundesebene
- Bundesministerium für Forschung, Technologie und Raumfahrt (BMFTR)
- Bundesministerium für Wirtschaft und Energie (BMWE)
- Bundesministerium für Verkehr (BMV)
- Bundesministerium für Digitales und Staatsmodernisierung (BMDS)
- Bundesministerium für Gesundheit (BMG)
- Bundesministerium für Umwelt, Klimaschutz, Naturschutz, nukleare Sicherheit (BMUKN)
- Bundesministerium für Wohnen, Stadtentwicklung und Bauwesen (BMWSB)
- Bundesanstalt für Landwirtschaft, Ernährung und Heimat (BMLEH)
- Bundeszentrale für gesundheitliche Aufklärung
- GKV-Bündnis für Gesundheit
- Robert Koch-Institut

### Auftraggeber auf Landesebene
- Ministerium für Wirtschaft, Industrie, Klimaschutz und Energie des Landes Nordrhein-Westfalen
- Ministerium für Arbeit, Gesundheit und Soziales des Landes Nordrhein-Westfalen
- Ministerium für Umwelt, Naturschutz und Verkehr des Landes Nordrhein-Westfalen
- Ministerium für Heimat, Kommunales, Bau und Digitalisierung des Landes Nordrhein-Westfalen
- Ministerium für Kinder, Jugend, Familie, Gleichstellung, Flucht und Integration des Landes Nordrhein-Westfalen
- Stiftung Wohlfahrtspflege NRW
- Ministerium für Umwelt, Klima und Energiewirtschaft Baden-Württemberg
- Ministerium für Wissenschaft, Kultur, Bundes- und Europaangelegenheiten Baden-Württemberg
- Baden-Württemberg Stiftung
- Klimaschutzstiftung Baden-Württemberg
- Bayerisches Staatsministerium für Wirtschaft, Landesentwicklung und Energie
- Ministerium für Wirtschaft, Verkehr, Landwirtschaft und Weinbau Rheinland-Pfalz
- Landesamt für innere Verwaltung Mecklenburg-Vorpommern
- Hessisches Ministerium für Umwelt, Klimaschutz, Landwirtschaft und Verbraucherschutz

### Europäische Kommission
- Europäische Exekutivagentur für Klima, Infrastruktur und Umwelt
- Die Generaldirektion Energie
- Europäische Exekutivagentur für Gesundheit und Digitales
- Europäische Exekutivagentur für Forschung